# Ochna calodendron
Espèce
Ochna calodendron Gilg & Mildbr. est une espèce de plantes à fleurs de la famille des Ochnaceae et du genre Ochna, présente en Afrique tropicale.

## Description
C'est un arbre de taille petite ou moyenne pouvant atteindre 18 m de hauteur.

## Distribution
Relativement rare, vulnérable, l'espèce a été observée principalement au Cameroun (Littoral, Centre, Est), également au Nigeria et en République centrafricaine.
Le premier spécimen a été collecté par Mildbraed le 16 février 1911, au sud-est du Cameroun, aux environs de Moloundou.